# Nuestra Señora de Talavera

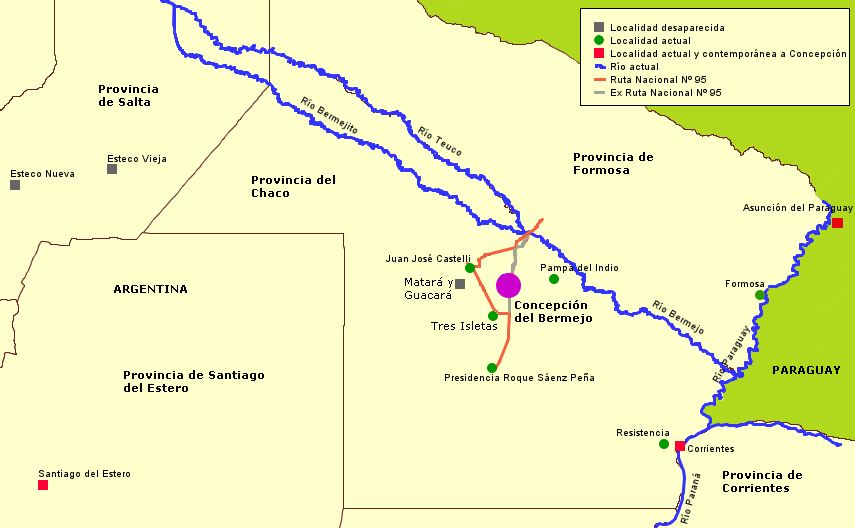
Esteco Nueva con su estancia Esteco Vieja y rancheríos de Culicas-Yatasto, en la zona occidental de la Región chaqueña o Chaco salteño. En el Chaco Austral (actual provincia del Chaco y territorios de provincias colindantes) con la extinta ciudad de Concepción del Bermejo, además de sus encomiendas Matará-Guacará. Mapa con divisiones políticas actuales.

Nuestra Señora de Talavera del Esteco es el nombre que recibiera una de las ciudades más antiguas fundadas por los conquistadores españoles en el actual territorio argentino.[cita requerida]
Fue itinerante ya que tuvo diversos asientos y diversas denominaciones, aunque predominó la de Esteco.[cita requerida] Todas sus ubicaciones fueron en el sudeste de la actual provincia de Salta.

## Historia

### Esteco Vieja o Esteco El Viejo
En 1566 un grupo de españoles liderados por Jerónimo de Holguín, Diego de Heredia y Juan de Berzocana que se habían amotinado contra Francisco de Aguirre —entonces gobernador del Tucumán y oriundo de Talavera de la Reina— fundaron un poblado en la que era entonces la ribera oriental del río Salado.
La nueva urbe había sido llamada inicialmente Cáceres pero al haber sido edificada irregularmente recién fue fundada con el nombre de Nuestra Señora de Talavera con acta oficial del 15 de agosto de 1567 por el gobernador Diego Pacheco (n. Talavera de la Reina, 1521).
La ubicación de este primer asentamiento se encuentra unos tres kilómetros al este de la actual zona boscosa de El Vencido, hacia las coordenadas 25°11′S 63°48′O / -25.183, -63.800, y a unos 30 km al este de la actual localidad de El Quebrachal del departamento Anta.
La antigua Nuestra Señora de Talavera, situada en la zona de llanura chaqueña transicional con las sierras subandinas poseía una reducida población europea (aunque dominante militar, económica y políticamente) y una mayoría de población amerindia (se supone que toconotés, lules y matarás bajo régimen de encomienda).
Tal población amerindia estaba compuesta en gran parte por mujeres (lo que en poco tiempo habría provocado un fuerte mestizaje), las mujeres eran obligadas a cultivar y cosechar algodón así como a tejerlo en telares. El abandono en 1609 de este primer asiento se debió al decaimiento de la ruta comercial por el río Salado luego de la fundación de Madrid de las Juntas y también a los conflictos creados por la explotación del trabajo indígena, sobre todo sobre un canal de riego que exigía permanentes reparaciones.
Aunque en dicho poblado la casi totalidad de la población emigró hacia Talavera de Madrid, quedaron unos pocos habitantes en una estancia que mantuvo el nombre de Esteco El Viejo y en sus proximidades los rancheríos de Culicas y Yatasto.
En la Relación de las provincias de Tucumán escrita hacia 1580 por Pedro Sotelo y Narváez, este dice lo siguiente:

Esta ciudad está a cincuenta leguas de Santiago del Estero, el río Salado (...) arriba, camino que se acostumbra ahora para [comunicarse] con el Perú. Tendrá cuarenta vecinos [españoles] encomenderos de indios; está en los llanos; tiene el [mismo] temple y temporales que Santiago, y dase en ella lo mismo que en Santiago. Servirán a estos vecinos de esta ciudad seis a siete mil indios toconotes y lules; los lules están [en las] riberas de este río y aguadas que ellos hacen. Es gente labradora: viven y vivían como en Santiago, aunque siembran a temporal (no según riego sino, principalmente por lluvias). Vístense todos de algodón y lana que los encomenderos les dan, y ellos siembran y cogen miel, cera, grana, pez [resina] y lo demás que en Santiago.

### Madrid de las Juntas
En 1592 Juan Ramírez de Velasco fundó una nueva población en la confluencia de los ríos Pasaje y Piedras, llamándole por esto Nueva Madrid de las Juntas, sus coordenadas eran: 25°18′S 64°52′O / -25.300, -64.867 ubicándose sus ruinas en el actual departamento Metán.

### Talavera de Madrid o Esteco Nueva
En 1609 las dos poblaciones antes citadas, por orden del gobernador Alonso de Rivera, fueron trasladadas y reunidas en una nueva ciudad que recibió el nombre oficial de Nuestra Señora de Talavera de Madrid de Esteco (reuniéndose en esta denominación parte de los nombres de las poblaciones precedentes), sin embargo predominó entre la gente el nombre originario (¿de origen toconoté?) de Esteco, Esteco Nueva o Talavera del Esteco. Esta ciudad se ubicó hacia las coordenadas 25°21′S 64°47′O / -25.350, -64.783 —en el sitio hoy conocido como Campo Azul— también a orillas del río Salado, en una encrucijada que comunicaba el Camino Real desde el Río de la Plata al Alto Perú y desde el Chile al Paraguay. Tal ubicación y la bonanza en las producciones de algodón e industrias textiles hizo que hacia fines del siglo XVII sus pobladores (al menos los europeos) cobraran fama de opulentos, llegando a tener la ciudad una riqueza casi legendaria. Estuvo esta ciudad dotada de fortificaciones mandadas a construir por Alonso Mercado y Villacorta, así como de un colegio y seminario fundado por el obispo Hernando de Trejo y Sanabria.
En cuanto al número de sus habitantes, se ha llegado a suponer que en el citado siglo XVII rondaba en los 40.000 habitantes, pero tal cifra parece muy exagerada. El Viernes Santo de 1686 unos 800 mocovíes arrasaron Esteco, aunque un puñado de españoles logró resistir la población no se recuperó. El 13 de septiembre de 1692 un terremoto asoló a esta ciudad, aunque la decadencia de Talavera de Madrid o Esteco Nueva habría obedecido a muchos factores entre los que habrían predominado las pestes, los problemas de riego, la clausura de la ruta entre el Tucumán y el Paraguay ante los alzamientos de las etnias chaqueñas y, por último, el corrimiento más hacia el oeste de la traza del Camino Real que comunicaba con Charcas. Gran parte de los sobrevivientes de Esteco se radicaron en San José de Metán y en Rosario de la Frontera. la Esteco Vieja y la Esteco Nueva se hallan separadas por una distancia de aproximadamente 80 km; las ruinas de Esteco Nueva en el actual municipio del Río Piedras. El 25 de noviembre de 2014 arqueólogos argentinos dirigidos por Alfredo Tomasini del CONICET y la Universidad Nacional de La Plata hallaron importantes ruinas de Esteco que se encontraban hacia siglos sepultadas bajo tierra.

## Esteco (actual)
En la actualidad, dentro del departamento de Metán, precisamente en las coordenadas 25°25′S 64°51′O / -25.417, -64.850 —y a unos 14 km al noreste de la ciudad nueva de Metán— existe una estación ferroviaria abandonada desde el día 15 de julio de 1975 —luego de una colisión de trenes que portaban combustibles— que también recibe el nombre de Esteco y que si bien está en las cercanías de la primitiva ciudad homónima, no guardan relación histórica y solo poseen en común el nombre.

## Nuestra Señora de Talavera (actual)
En el presente existe una pequeña localidad del Chaco salteño (departamento de Anta, cerca de los límites con las provincias de Santiago del Estero y Chaco), a la vera de la RN 16 y de un ramal del Ferrocarril General Belgrano. La nueva Nuestra Señora de Talavera se encuentra hacia las coordenadas 25°27′S 63°47′O / -25.450, -63.783 y con la primera Nuestra Señora de Talavera solo tiene en común el nombre.

## Los mitos de Esteco
A medida que han transcurrido los siglos, la imaginación popular norteña añadió a cada ladrillo de adobe de Esteco una intencionalidad mítica, a cada recodo y cada palabra pronunciada una intencionalidad diabólica, unas cuantas maldiciones y una rebanada de misterio.
Vale decir, los mitos producidos por la imaginería popular alrededor de Esteco son incontables, aunque la documentación de su existencia histórica no parece coincidir exactamente con ellos, describiendo el derrotero de una comunidad castigada por calamidades naturales.
El punto de partida de todos los mitos parece haber sido su destrucción por un terremoto el 13 de septiembre de 1692, mientras la ciudad de Salta se habría salvado milagrosamente gracias a la invocación de la Virgen María, en su concepción de Nuestra Señora del Milagro, y al sacar en procesión al "Cristo del Milagro" que había yacido un siglo olvidado.
La imaginación popular ha trastocado el fundamento histórico, cambiando el sentido pretérito por uno nuevo de signo negativo, como enuncia la copla popular salteña que reza: "No sigas ese camino / no seas orgulloso y terco / no te vaya a suceder / como a la ciudad de Esteco"; o quizá esa otra que afirma: "Salta saltará / Tucumán florecerá / Esteco perecerá".
Ese mismo sentido que hacía decir a Emilio Morales –quien trató de desenterrar los restos de Esteco a principios de siglo– que se podían encontrar peones para cualquier clase de trabajo menos para ese, porque la leyenda corriente hacía creer al pueblo inculto que cuantos removieran las ruinas de Esteco serían perseguidos por la ánimas en pena, que se vengarían de ellos provocando su desgracia. 
Solo cabe enunciar los principales mitos tejidos alrededor de Esteco, haciendo la salvedad de que algunos de ellos (muy pocos) tienen un reflejo documental, aunque muchas veces las calamidades naturales realmente acaecidas no justifican su equiparación a catástrofes bíblicas.
Mito de las plagas de Egipto: el obispo fray Melchor Maldonado y Saavedra parece haber sido el precursor de la caracterización de que Esteco era objeto de la ira divina, al atribuir en 1636 a culpas humanas las catástrofes naturales que azotaban el lugar. En un remedo de las plagas de Egipto, afirmaba: "bien muestra Dios el enojo que tiene con esta ciudad y en sus castigos la gravedad de las culpas: peste continua, sapos, culebras, tigres, un monte toda la ciudad y los mayores temblores que yo he visto en las Indias". Hacia 1654, encontraba a la villa sujeta a supuestas prácticas de hechicería y maleficios, por obra de un negro que tendría por cómplices a curas y vecinos principales. El obispo promovió una querella contra las autoridades del poblado, pero no logró probar sus acusaciones ante la Audiencia de Charcas.
Mito de su riqueza fabulosa: opulencia alcanzada por la villa de Esteco, la que en corto lapso habría aventajado a las otras ciudades del Tucumán, debido a la fertilidad de su suelo y a la explotación a que fueron sometidos los indios que le estaban encomendados. Se la llamó "Reina de los Chacos", y se dijo que sus riquezas provenían de yacimientos secretos. Se habló de culto a la riqueza; y de abundancia y riqueza, unida a la vanidad de sus habitantes.
Mito del castigo divino (Sodoma americana): se habló de los excesos pecaminosos de la villa, su vida disipada, los vicios y placeres que habrían provocado la ira divina concretada con el cataclismo de 1692. También se la llamó "ciudad de la lujuria".
Mito de la mujer de piedra: No faltó tampoco a esta moderna "Sodoma", la mujer de piedra (resabio de la mujer de Lot bíblica) que vuelve a aparecerse en tiempos actuales a vecinos de Metán o de Cachi, mientras cada año registra su avance, lento aunque inexorable hacia su destino, la ciudad de Salta. Y a su llegada se producirá el fin del mundo.

### El proceso de mitificación y el ritual
Para Mircea Eliade no hay mito si no hay descubrimiento de un misterio, revelación de un hecho primordial que haya sido fundado, ya sea una estructura de lo real o un comportamiento humano. En las sociedades primitivas, el mito era considerado como expresión de la verdad absoluta porque refiere una historia sagrada. Siendo real y sagrado, el mito se vuelve ejemplar y en consecuencia repetible, por cuanto sirve de modelo y justificación de todos los actos humanos.
Respecto a los mecanismos del proceso de mitificación, resulta que el recuerdo de un acontecimiento histórico o de un personaje auténtico no subsiste más de dos o tres siglos en la memoria popular, pues difícilmente ella retiene acontecimientos individuales y figuras auténticas. Funciona con otras estructuras: categorías en vez de acontecimientos, arquetipos en vez de personajes vivos. De esa forma el personaje es asimilado a su modelo mítico (héroe), mientras que los acontecimientos son incluidos en la categoría de acciones míticas.
Como los sueños, los mitos pueden asimilar características o símbolos de situaciones próximas, análogas. En tal sentido, puede hablarse de la confluencia del mito de Esteco con el más famoso espejismo de su época, la ciudad de los Césares o sus equivalentes (el Paitití, la Gran Quivira, Elelín, Trapalanda, el Dorado, Cundinamarca, etc.), aquellas ciudades indígenas resplandecientes por sus riquezas, generando fantasías mercantilistas que impulsaron a los españoles a explorar nuestro inmenso continente.
Por otra parte, parece evidente que Esteco y Salta son las dos caras de una misma moneda, los polos de una contradicción, uno positivo y el otro negativo. Porque Salta triunfó por la intercesión de la divinidad, en aquel mismo instante en que Esteco se veía precipitada a su destrucción.
De allí que las tradiciones gestadas alrededor de Esteco respondan a la categoría de mito, al cumplir con sus principales postulados: poseer idea de la divinidad o de lo sagrado, reactualizar el mito mediante un ritual, y ocupar un tiempo y espacio míticos. De todas estas características, la más importante es el ritual, que permite revivir los acontecimientos primordiales, logrando abolir el tiempo profano y facilitando al hombre su reencuentro con el "gran tiempo" eterno e inmutable. 
Al recrearse el ritual, coincide por su repetición con su arquetipo, aboliendo el tiempo histórico o finito, y reactualizando las potencias creativas y ejemplarizadoras del mito.
Eso precisamente sucede anualmente cada 15 de septiembre, cuando el pueblo salteño saca en procesión a sus divinidades, y entre cánticos y rezos les agradece su triunfo sobre la naturaleza y las fuerzas demoníacas que destruyeron la ciudad maldita de Esteco. 
Y siempre será así, porque es evidente que Salta redime sus culpas cada vez que recrea la destrucción de la míticamente infernal Esteco, y de esa forma niega la posibilidad de su propia destrucción por un terremoto (La Mujer de Piedra). 
Solo así el pueblo salteño justifica su existencia y puede sonreír a su futuro...